# Annona (mitologia)
Annona era una antiga divinitat itàlica. Personificació de l'abundància i protectora dels subministraments; que no s'ha de confondre amb la deessa "Abundància", car Annona presidia una sola estació. Es representava amb una espiga de cereal a les mans.

## Culte

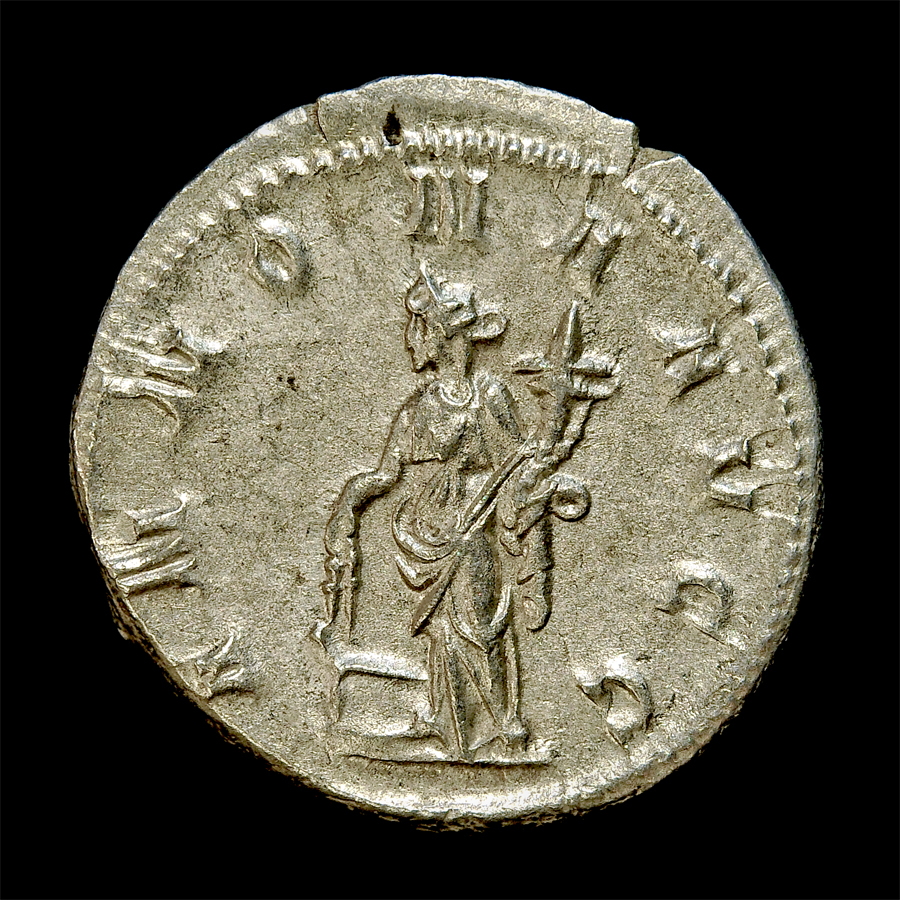
Revers d'un antoninià de l'emperador Felip l'Àrab (244-249) amb la imatge de la deessa Annona portant un corn de l'abundància.

El seu nom deriva de la paraula llatina annualis, que prové de annus (any). Això té relació amb un servei d'aprovisionament que tenien a Roma anomenat "annona" que servia per a garantir unes reserves de cereal en cas de carestia. Annona era adorada juntament amb els congiari de Prosèrpina i amb "Abundantia", totes dues deesses relacionades amb la collita. També se la relacionava amb la deessa Ceres, amb la que apareixia en algunes monedes. El seu culte garantia una bona collita. Es feien ritus propiciatoris i de congraciament equivalents en importància a la festa després de la collita. A la deessa se la invocava també en el moment de la sembra perquè més endavant hi hagués una correcta partició de la collita. El caràcter sagrat de la partició obligava els camperols a seguir estrictament els ritus religiosos, fins i tot abans que esdevingués en una llei per a cobrir les necessitats dels ciutadans.
La propaganda de Claudi assenyalava que el culte a Ceres Augusta portava implícit el poder diví que residia en la provisió imperial de l'annona, el subministrament de gra a la ciutat.

## Altres significats d'annona en època romana
Segons alguns historiadors actuals fou l'emperador Septimi Sever qui va instituir l'annona militaris: per satisfer les necessitats d'aliments de l'exèrcit va crear una mena d'impost pagat en espècie. Al principi va ser una mesura excepcional i després es va aplicar de forma periòdica fins que es va convertir en un impost sobre les terres pagat en espècie, però durant el regnat de Dioclecià va ser reemplaçat per una aportació monetària (en denaris).

## Iconografia
Annona era presentada com una epifania del poder de l'emperador per a cuidar del seu poble mitjançant la provisió de cereal.
Annona Augusti apareix en monedes romanes cap als acabaments del govern de Neró, quan el culte a les Virtuts va augmentar arran de la conjura de Pisó. Representava dos dels beneficis materials del govern imperial, juntament amb Securitas Augusti (la seguretat augustiana). En les monedes de l'època de Neró, Ceres, Annona i Abundantia anaven relacionades.
Annona també surt en les monedes fabricades durant el govern de Vespasià, que unida a la representació de "Virtuts" simbolitzaven la restauració de la confiança en el principat. Això va continuar amb les monedes emeses per Tit, Domicià, Trajà, Hadrià, Antoní Pius i Septimi Sever. La imatge d'Annona va ser la preferida en la propaganda de Trajà, que volia destacar el seu govern como una nova era de renovació i prosperitat per a la humanitat. En aquest cas, Annona apareix de vegades representada amb un nen símbol de les noves generacions. Trajà també volia remarcar, lligant Annona al govern imperial, la independència de cereal que acabava d'aconseguir Roma sobre el seu tradicional proveïdor, Egipte.
En altres representacions, en lloc d'un nen, Annona apareix amb una cornucòpia (corn de l'abundància) i amb la proa d'un vaixell al fons, en al·lusió al transport de cereal que entrava pel porto de Roma. Sovint a les monedes hi surt també un modius (mesurador de gra).